# Terebellides kobei
Terebellides kobei är en ringmaskart som beskrevs av Hessle 1917. Terebellides kobei ingår i släktet Terebellides och familjen Trichobranchidae. Inga underarter finns listade i Catalogue of Life.